# Unterseeboot 1053
L'Unterseeboot 1053 ou U-1053 est un sous-marin allemand (U-Boot) de type VIIC utilisé par la Kriegsmarine pendant la Seconde Guerre mondiale.
Le sous-marin fut commandé le 5 juin 1941 à Kiel (Arsenal Germania), sa quille fut posée le 8 février 1943, il fut lancé le 13 janvier 1944 et mis en service le 12 février 1944, sous le commandement de l'Oberleutnant zur See Helmut Lange.
L'U-1053 n'endommagea ou ne coula aucun navire au cours de l'unique patrouille (83 jours en mer) qu'il effectua.
Il coula accidentellement en février 1945.

## Conception
Unterseeboot type VII, l'U-1053 avait un déplacement de 769 tonnes en surface et 871 tonnes en plongée. Il avait une longueur totale de 67,10 m, un maître-bau de 6,20 m, une hauteur de 9,60 m et un tirant d'eau de 4,74 m. Le sous-marin était propulsé par deux hélices de 1,23 m, deux moteurs diesel Germaniawerft M6V 40/46 de 6 cylindres en ligne de 1 400 cv à 470 tr/min, produisant un total de 2 060 à 2 350 kW en surface et de deux moteurs électriques Brown, Boveri & Cie GG UB 720/8 de 375 cv à 295 tr/min, produisant un total 550 kW, en plongée. Le sous-marin avait une vitesse en surface de 17,7 nœuds (32,8 km/h) et une vitesse de 7,6 nœuds (14,1 km/h) en plongée. Immergé, il avait un rayon d'action de 80 milles marins (150 km) à 4 nœuds (7,4 km/h; 4,6 milles par heure) et pouvait atteindre une profondeur de 230 m. En surface son rayon d'action était de 8 500 milles nautiques (soit 15 700 km) à 10 nœuds (19 km/h).
L'U-1053 était équipé de cinq tubes lance-torpilles de 53,3 cm (quatre montés à l'avant et un à l'arrière) et embarquait quatorze torpilles. Il était équipé d'un canon de 8,8 cm SK C/35 (220 coups), d'un canon antiaérien de 20 mm Flak et d'un canon 37 mm Flak M/42 qui tire à 15 350 mètres avec une cadence théorique de 50 coups par minute. Il pouvait transporter 26 mines TMA ou 39 mines TMB. Son équipage comprenait 4 officiers et 40 à 56 sous-mariniers.

## Historique
Il reçut sa formation de base au sein de la 5. Unterseebootsflottille jusqu'au 31 octobre 1944, puis il intégra sa formation de combat dans la 11. Unterseebootsflottille.
Le sous-marin est équipé d'un schnorchel en mars 1944.
Sa première patrouille est précédée par un court trajet de Kiel à Horten. Elle commence réellement le 7 novembre 1944 au départ de Horten pour l'Atlantique. À partir de début décembre l'U-1053 sert de piquet-météo. Le 5 décembre 1944 il envoie son rapport journalier le situant à 150 nautiques dans l'ouest de Rockall. Cette information est collectée en vue de la préparation de la prochaine offensive allemande dans les Ardennes. Début janvier 1945, l'U-1053 est relevé dans sa mission de piquet-météo par l'U-248 et retourne à sa base de Stavanger qu'il atteint le 21 janvier 1945.
Le 15 février 1945, l'U-1053 coule en mer du Nord au nord-ouest Bergen, résultat d'un accident pendant des exercices de plongée. Il n'y a aucun survivant parmi les 45 hommes d'équipage (54 selon une autre source). Parmi le personnel embarqué en plus de l'équipage se trouvaient cinq ou sept membres de l'État-Major et des ingénieurs navals. 
L'épave, brisée en plusieurs morceaux est découverte le 18 mars 2010 par la marine norvégienne, elle gît par 340 mètres de fond dans le Byfjord, à la position 60° 26′ N, 5° 16′ E.

## Affectations
- 5. Unterseebootsflottille du 12 février 1944 au 31 octobre 1944 (Période de formation).
- 11. Unterseebootsflottille du 1er novembre 1944 au 15 février 1945 (Unité combattante).

## Commandement
- Oberleutnant zur See Helmut Lange du 12 février 1944 au 15 février 1945.

## Patrouilles
|       | Commandant         | Départ          | Départ    | Arrivée         | Arrivée   | Jours    | Succès |
| ----- | ------------------ | --------------- | --------- | --------------- | --------- | -------- | ------ |
|       | Oblt. Helmut Lange | 28 octobre 1944 | Kiel      | 31 octobre 1944 | Horten    | 4 jours  |        |
| 1     | Oblt. Helmut Lange | 7 novembre 1944 | Horten    | 21 janvier 1945 | Stavanger | 76 jours |        |
|       | Oblt. Helmut Lange | 12 février 1945 | Stavanger | 13 février 1945 | Bergen    | 2 jours  |        |
|       | Oblt. Helmut Lange | 15 février 1945 | Bergen    | 15 février 1945 | Coulé     | 1 jours  |        |
| Total | Total              | Total           | Total     | Total           | Total     | 83 jours | 0 t    |

Note : Oblt. = Oberleutnant zur See